# Lynette Woodard
Pour les articles homonymes, voir Woodard.
Lynette Woodard [ˈwʊdɑːrd] , née le 12 août 1959 à Wichita (Kansas), est une joueuse américaine de basket-ball.

## Biographie
Quatre fois élue dans le cinq All America lors de sa carrière universitaire avec les Jayhawks du Kansas de l'Université du Kansas, elle devient championne olympique lors des Jeux olympiques de 1984 à Los Angeles.
Puis, en 1985, elle devient la première femme à être admise au sein des fameux Globetrotters de Harlem. À travers les tournées de ceux-ci à travers le monde, elle contribue beaucoup à l'essor du basket féminin.
Après avoir joué en Italie puis au Japon, elle rejoint la WNBA, choisie par les Rockers de Cleveland. Lors de l'expansion draft 1998, elle rejoint le Shock de Détroit où elle termine sa carrière de joueuse.
Elle rejoint alors son ancienne université pour y occuper un poste d'entraîneuse assistante, assurant également le rôle d'entraîneuse par intérim lorsque le titulaire du poste dut laisser sa place pour raisons médicales.
En 2004, elle est introduite au Basketball Hall of Fame. L'année suivante, c'est au sein du Women's Basketball Hall of Fame qu'elle fait son entrée.

## Club
- 1978-1981 : Jayhawks du Kansas (NCAA)
- Globetrotters de Harlem
- Rockers de Cleveland (WNBA)
- Shock de Détroit (WNBA)

## Palmarès

### Sélection nationale
- Jeux olympiques d'été
  -  Médaille d'or aux Jeux olympiques de 1984 à Los Angeles

### Distinction personnelle
- Wade Trophy 1982